# Sozialer Zyklus
Die Theorie des sozialen Zyklus ist eine der ältesten Theorien in der Soziologie. Im Gegensatz zum sozialen Evolutionismus, der die Evolution der Gesellschaft und die Geschichte der Menschheit als Fortschritt in eine neue, einzigartige Richtung betrachtet, besagt diese Theorie, dass sich Ereignisse und Entwicklungsstufen der Gesellschaft und Geschichte in Zyklen wiederholen und es deshalb keinen sozialen Fortschritt geben kann.
Diese Interpretation der Geschichte entstand im 19. Jahrhundert zunächst in der „Historiosophie“ (einem Zweig der Geschichtsschreibung) und wurde bald in der Soziologie aufgenommen.
Eine wichtige Rolle spielte der russische Philosoph Nikolai Danilewski (1822–1885), der in seinem Werk Rossiia I Europa (1895) mehrere kleinere Zivilisationen unterschied (Ägypter, Chinesen, Perser, Griechen, Römer, Germanen, Slawen). Er schrieb, dass jede Zivilisation einen Lebenszyklus besitze und dass sich die römisch-germanische Zivilisation am Ende des 19. Jahrhunderts im Verfall befinde, während die slawische Zivilisation sich ihrem Goldenen Zeitalter nähere. Eine ähnliche Theorie präsentierte Oswald Spengler, der in Der Untergang des Abendlandes (1918) ebenfalls erwartete, dass die westliche Zivilisation vor dem Zusammenbruch stünde.
Die erste Zyklus-Theorie in der Soziologie veröffentlichte der italienische Soziologe und Ökonom Vilfredo Pareto in seinem Werk Trattato di Sociologia Generale (1916). Im Mittelpunkt seiner Theorie stand eine elitäre Gesellschaftsschicht, die er in schlaue „Füchse“ und wilde „Löwen“ einteilte. In dieser Gesellschaft wechselt die Macht immer von den „Füchsen“ zu den „Löwen“ und umgekehrt.
Der Soziologe Pitirim Sorokin klassifizierte die Gesellschaften in seinem Werk Social and Cultural Dynamics (1937, 1943) nach ihrer „kulturellen Mentalität“ in 1. „ideationale“ (d. h. streng moralisch ausgerichtet auf spirituelle, jenseitige Wahrheitsquellen); 2. „idealistische“ (d. h. zugleich moralisch, zugleich auch an Glücksstreben und Empirie ausgerichtet); und 3. „sensate“ (d. h. ausgerichtet auf das Diesseitig-Sinnliche [Glücksstreben, Empirie] als Wahrheitsquelle). Die verschiedenen Gesellschaftstypen folgen nach Sorokin wie nummeriert zyklisch aufeinander, wobei die 3. Phase als Dekadenz erscheint. Er deutete den zeitgenössischen Westen als „sensate“ Zivilisation, die dem wirtschaftlich-technologischen Fortschritt gewidmet sei, und prophezeite ihren Verfall sowie die Entstehung einer neuen ideationalen oder idealistischen Ära.